# Лінійне письмо Б

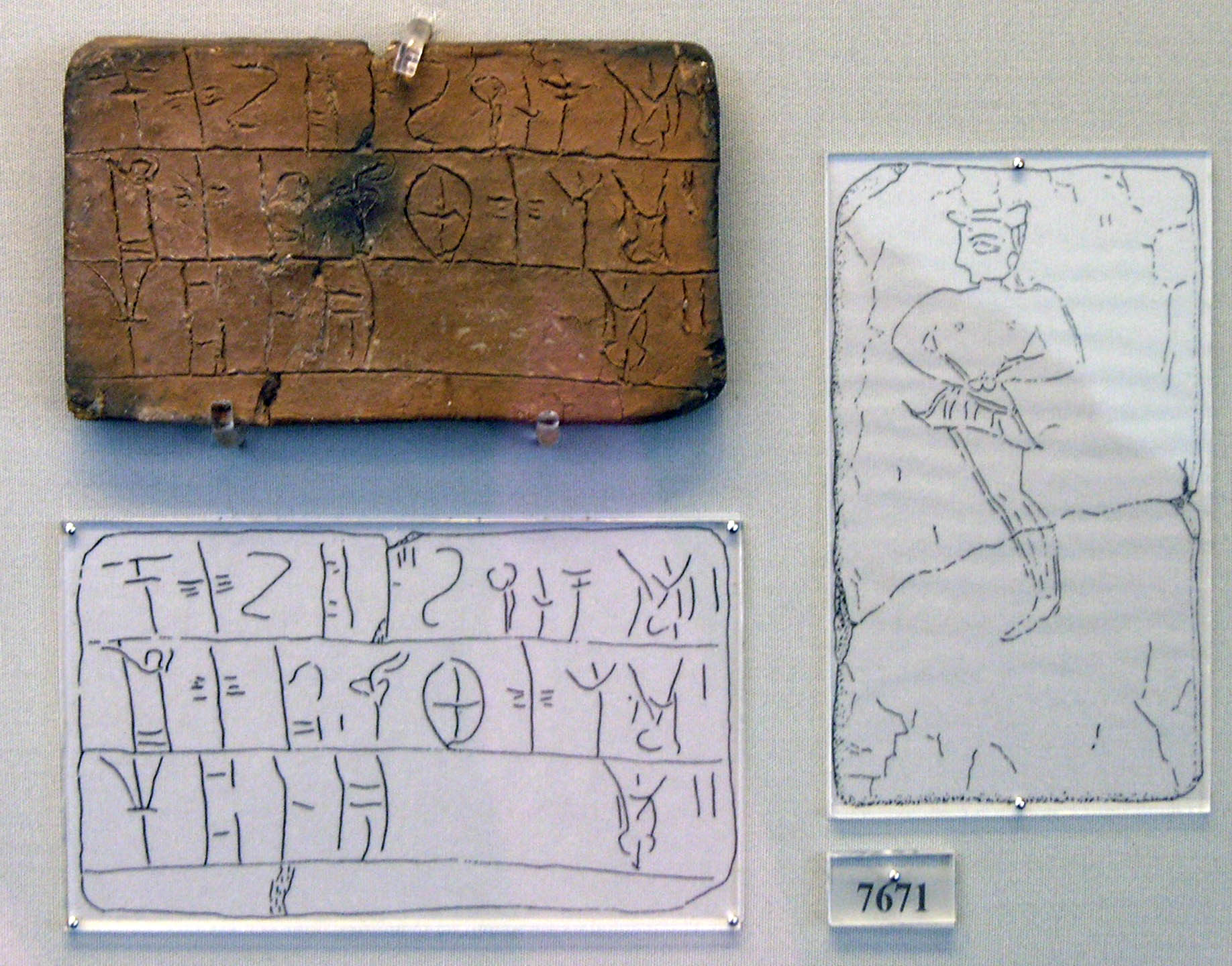
Лінійне письмо Б, табличка з Мікен, Національний археологічний музей (Афіни)

Лінійне письмо Б (англ. Linear script B) — пізня форма критського письма, що існувала в період 15-12 століть до н. е. Використовувалася для запису текстів давньогрецькою мовою в епоху мікенської культури. Пам'ятки письма виявлені як на острові Крит, так і в місцях знаходження найбільших міст мікенської Греції — Мікени, Пілос, Тиринф, Коринф, Закінф та ін.
Усі виявлені написи лінійним письмом Б виконані на глиняних табличках, що збереглися завдяки пожежі, в якій вони були випалені. Тим не менш, плутана форма знаків цього письма дозволяє припустити, що основним матеріалом для письма була не глина, а якийсь інший матеріал, на якому можна було писати чорнилом (наприклад, шкіра або папірус). Дане припущення побічно підтверджується тим, що деякі написи пращура лінійного письма Б — Лінійним письмом А — виконані саме чорнилом.

## Історія
Лінійне письмо Б виникло після завоювання Криту та його володінь грецькими переселенцями, ахейцями, і повністю витіснило свого попередника, Лінійне письмо А, що використовувалося для запису текстів догрецькою мінойською мовою. На відміну від лінійного письма А, лінійне письмо Б не отримало широкого розповсюдження серед греків і використовувалося виключно у палацово-канцелярських цілях: в них містяться відомості про здачу землі в оренду, про кількість голів худоби, про видачу продовольства працівникам, зустрічаються списки ремісників, воїнів, описи конфіскованого майна. Чимало фактів дозволяють припустити, що письмо використовувала лише вузька каста писарів, рідною мовою яких була мінойська мова, а не грецька:
- письмо було погано пристосоване для запису текстів грецькою мовою; орфографія спиралася на принципи, далекі від грецької мови (наприклад, a-me-no можна було прочитати як Armenos, Asmenos, Ameinon);
- численні скорочення-лігатури, що використовуються у текстах, є мінойськими, а не грецькими;
- за межами палаців дане письмо не використовувалося і було забуте одразу ж після катастрофи «палацової» мікенської цивілізації в результаті дорійського вторгнення.

Пізнішим грекам про існування даного письма не було відомо. Натяки на існування лінійного письма Б можна виявити лише у згадці про «злопідступні знаки» у міфі про Беллерофонта. Грецька абетка, що виникла у 8 столітті до н. е. на базі фінікійського письма або малоазійських алфавітів ніяк не пов'язана походженням із лінійним письмом Б.

### Відкриття
Лінійне письмо Б було відкрито на початку 20 століття британським археологом Артуром Евансом, який однак не зміг його дешифрувати. Безуспішні спроби дешифрувати письмо зробили Бедржих Грозний (1942) та Владимир Георгієв (1949) — обидва використовували метод порівняння зі знаками інших писемностей, а також Ернст Зіттіг (1950) — з використанням статистичного методу.
Письмо було дешифроване у 1950—1953 роках Майклом Вентрісом за участю Джона Чедвіка з опорою на дослідження Аліси Кобер, яка виявила у написах можливі парадигми відмінювання іменників. Правильність дешифрування підтверджена 1952 року, коли значення знаків, запропоновані Вентрісом, були підставлені у велику кількість табличок, вперше опубліковані того ж року Карлом Блегеном.